# Guttmann Bicho
Galdino Guttmann Bicho (Petrópolis, 23 de novembro de 1888 — Rio de Janeiro, 9 de julho de 1955) foi um pintor brasileiro.

## Vida e obra
Guttmann Bicho, nascido em Petrópolis, era filho de pai português e mãe descendente de colonos alemães que imigraram e fixaram residência nesta cidade no século XIX.
Passou a infância em Sergipe, nas cidades de Penedo e Aracaju. Mais tarde veio a residir no Rio de Janeiro, onde iniciou-se artisticamente no Liceu de Artes e Ofícios. Durante vários anos, no início de sua carreira, Guttmann Bicho trabalhou como assistente do retratista francês radicado no Brasil August Petit, com o qual adquiriu uma sólida formação profissional.
Frequentou como aluno livre a Escola Nacional de Belas Artes, onde foi aluno de, entre outros, Zeferino da Costa, Belmiro de Almeida, Rodolfo Amoedo e Eliseu Visconti. Nas Exposições Gerais, Guttmann Bicho obteve menção honrosa (1906), pequena medalha de prata (1912) e o Prêmio de Viagem ao Estrangeiro (1921, com o quadro Panneau decorativo). Na Europa, fixou-se em Paris, mas também passou uma temporada em Lisboa, onde realizou uma exposição particular que obteve excelente repercussão.
De volta ao Brasil em 1924, conheceu um período de relativa consagração, conquistando na Exposição Geral de 1925 a medalha de ouro. Continuaria participando do certame, então com o nome de Salão Nacional de Belas Artes, ainda em 1954, quando recebeu o Prêmio de Viagem pelo Brasil. Embarcou então para o Maranhão, estado que lhe forneceria o tema para suas derradeiras paisagens.
Retratista admirável, foi também autor de naturezas-mortas e numerosas pinturas de paisagem. Nestas últimas, utilizou frequentemente o divisionismo, uma técnica de pintura pontilhista, pela qual Guttmann Bicho é hoje em dia presumivelmente mais lembrado. Foi também, influenciado pelo Impressionismo, e fez uso das pesquisas de luz e sombra deste movimento artístico.
Na Escola Técnica Nacional do Rio de Janeiro, em 1947, passou a ensinar técnicas artísticas em cerâmica. Destacou-se-se entre os artistas de sua época por sua orientação dita conservadora, aos olhos do cânone modernista brasileiro hoje vigente.
Tendo residido na cidade do Rio de Janeiro, na Ilha do Governador, Guttmann pintou aspectos de suas praias e areais.
Guttmann Bicho era cunhado do escritor Agripino Grieco.